# BL 60ポンド砲

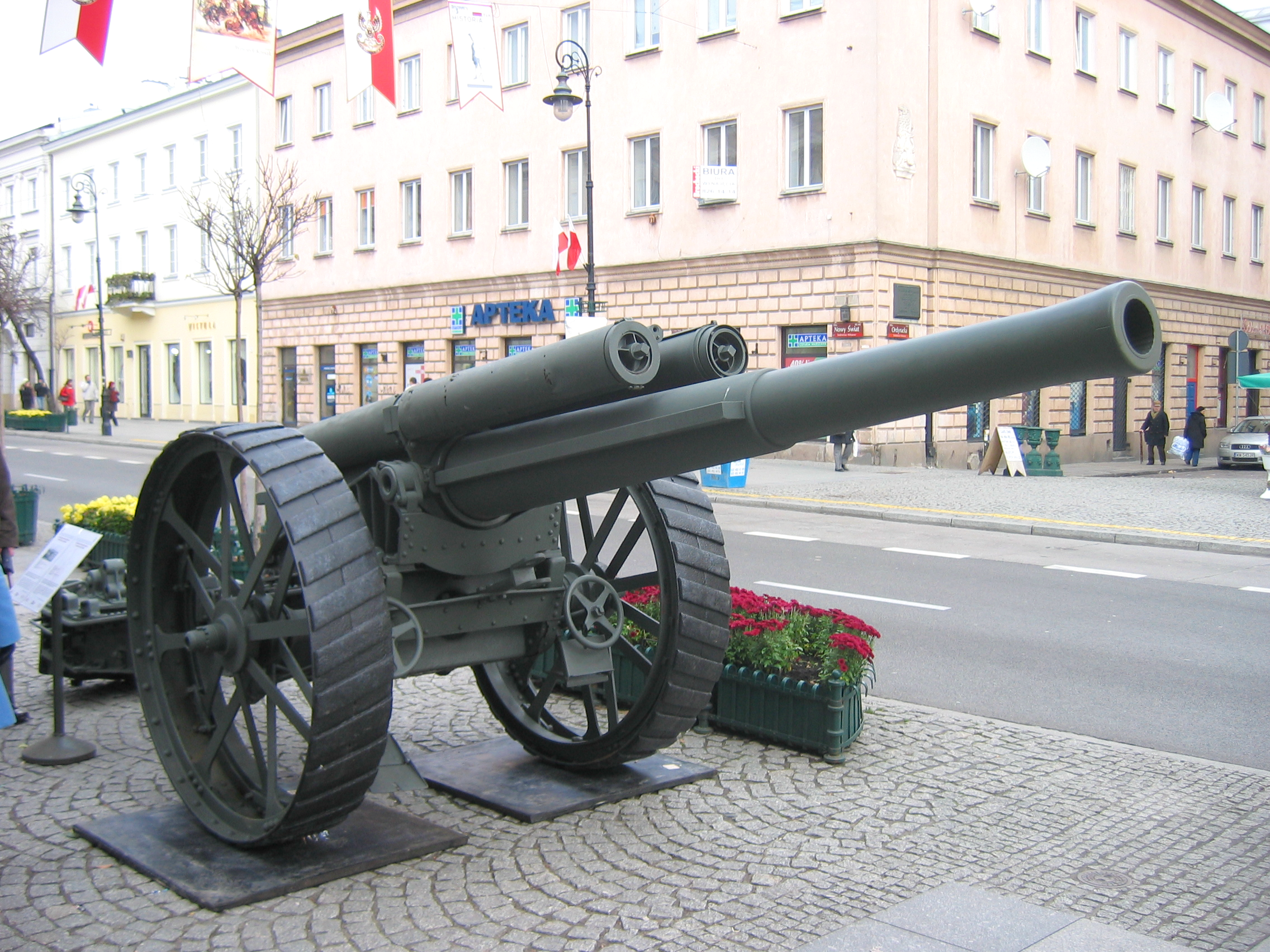
BL 60ポンド砲Mk.I。

オードナンス BL 60ポンド砲（英: Ordnance BL 60 pounder gun）は、イギリスが1904年に設計した口径5インチ（127 mm）の中砲（Medium Gun）。
この砲はOF 4.7インチ砲の後継として設計され、第一次世界大戦におけるイギリス陸軍とイギリス帝国・イギリス連邦加盟国の代表的な中量級カノン砲であり、第二次世界大戦においてもBL 5.5インチ砲に更新されるまで使用が続けられた。アメリカ合衆国も1920年代に数門導入している。

## 概要
1904年にイギリス陸軍は60ポンド砲のMk.I砲身を設計し、中砲としては初めて砲身後座機能を設けたMk.I砲架を設計した。Mk.I砲身は第一次世界大戦中に製造工程を簡略化したMk.I*砲身とMk.I**砲身が製造されている。
Mk.I砲架は砲身上部にばね圧復座式の駐退復座機を搭載しており、砲身は砲脚の後端ぎりぎりの段階まで後退する。車輪は木製スポーク式で、接地面に鉄板が貼り付けられている。

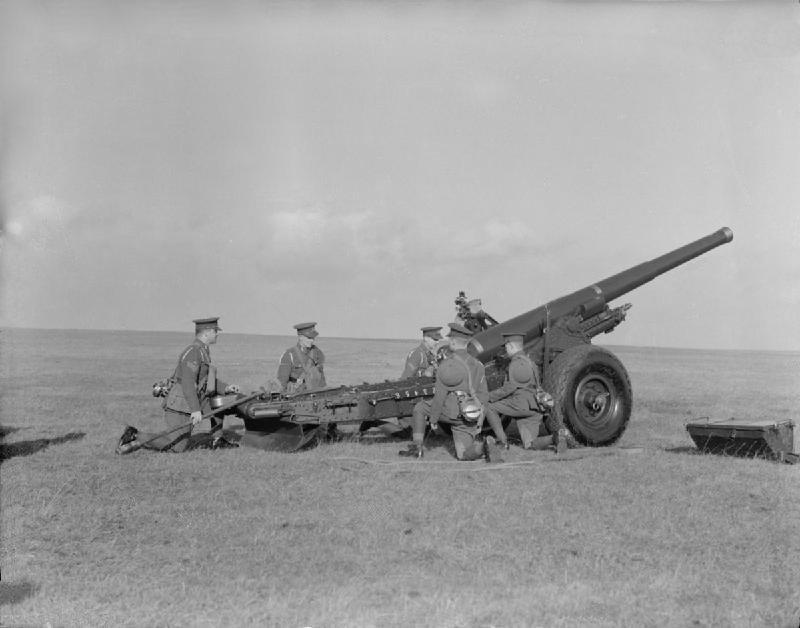
BL 60ポンド砲Mk.II。駐退復座機は油気圧式に変更され、砲身の下に装備された

その後牽引時に砲身を後座状態で固定するMk.II砲架が設計され、牽引手段も馬から専用の牽引車両に変更された。さらに、重量増加により泥濘地での牽引状態を改善するために砲身をいったん取り外して専用の馬車で輸送するMk.III砲架が設計され、Mk.II砲架をMk.III仕様に改修したMk.II*砲架も製造されている。
1918年には全長を長くしたMk.II砲身と、駐退復座機を気圧復座式に変更したMk.IV砲架が設計されたが、第一次世界大戦終結には間に合わなかった。その後は車輪を空気入りゴムタイヤに換装して第二次世界大戦で用いられたが、BL 5.5インチ砲の配備により1944年には退役した。
なお、Mk.IV砲架はBL 4.5インチ砲の初期型にも採用されている。

## スペック
- 口径：127 mm
- 全長：m
- 全幅：m
- 重量：kg

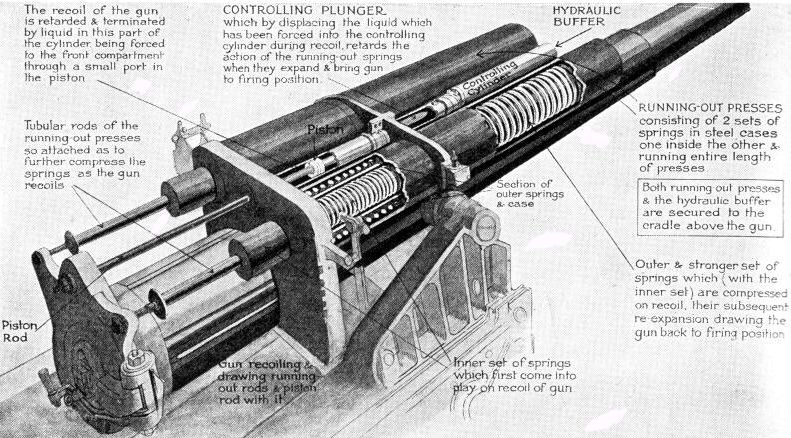
BL 60ポンド砲Mk.Iの駐退復座機

- 砲身長：4,064 mm（Mk.I）/ 4,699 mm（Mk.II）
- 仰俯角：-5°〜+21.5°（Mk.I） / -4°〜+35°（Mk.II）
- 左右旋回角：4°
- 運用要員：10名
- 発射速度：2発/分（最大）
- 射程：11,200 m（Mk.I、改良型60ポンド榴弾） /  14,200 m（Mk,II、56ポンド砲弾）
- 運用期間：1905年〜1944年
- 生産総数：1,756門（Mk.Iのみ）